# بترو
بترو (بالإنجليزية: Petro)، ورمزه ( ₽ )، أو يسمى بترومونيدا، هي عملة معماة صادرة عن حكومة فنزويلا، أعلن عنه الرئيس الفنزويلي نيكولاس مادورو في خطاب متلفز في 3 ديسمبر 2017 مشيرًا إلى أنه سيتم دعمه باحتياطيات فنزويلا من النفط والبنزين والذهب والماس. تم إطلاقه في فبراير 2018. ويهدف البترو إلى استكمال عملة بوليفار في فنزويلا، كوسيلة للتحايل على العقوبات الأمريكية والوصول إلى التمويل الدولي. حيث أصدر الرئيس الفنزويلي نيكولاس مادورو في يناير 2020 مرسومًا إلزاميًا بالدفع بالبترو لخدمات الوثائق الحكومية ووقود الطائرات للطائرات التي تسير رحلات دولية.

## أنظر أيضا
- التضخم المفرط في فنزويلا
- بوليفار فنزويلي

## روابط خارجية
- الموقع الرسمي نسخة محفوظة 1 مايو 2019 على موقع واي باك مشين.